# 王在银
王在银（1951年—），四川北川人，汉族，中华人民共和国政治人物、第十一届全国人民代表大会四川地区代表。
毕业于四川医学院卫生专业，是中共党员。担任四川省人口和计划生育委员会主任。2008年起担任全国人大代表。